# Анохін Сергій Валерійович
Сергі́й Вале́рійович Ано́хін — полковник Збройних сил України, учасник російсько-української війни.
Станом на травень 2017-го — військовослужбовець командування Десантно-штурмових військ Збройних Сил України, військова частина А3771.

## Нагороди
8 вересня 2014 року — за особисту мужність і героїзм, виявлені у захисті державного суверенітету та територіальної цілісності України, вірність військовій присязі під час російсько-української війни, відзначений — нагороджений орденом «За мужність» III ступеня.
З нагоди Дня захисника України 14 жовтня 2020 підполковник Анохін нагороджений орденом Данила Галицького.